# مارتین لنکستر
مارتین لنکستر (انگلیسی: Martyn Lancaster؛ زادهٔ ۱۰ نوامبر ۱۹۸۰) بازیکن فوتبال اهل بریتانیا است.
از باشگاه‌هایی که در آن بازی کرده‌است می‌توان به باشگاه فوتبال نورتویچ ویکتوریا، باشگاه فوتبال چستر سیتی، و باشگاه فوتبال ساوتپورت اشاره کرد.
وی همچنین در تیم ملی فوتبال تیم سی فوتبال ملی انگلیس بازی کرده‌است.